# Negayan paduana
Negayan paduana là một loài nhện trong họ Anyphaenidae.
Loài này thuộc chi Negayan. Negayan paduana được Ferdinand Karsch miêu tả năm 1880.